# Theromyzon rude
Theromyzon rude är en ringmaskart som först beskrevs av Baird 1869.  Theromyzon rude ingår i släktet Theromyzon och familjen broskiglar. Inga underarter finns listade i Catalogue of Life.